# Al Khartoum SC
El Al-Khartoum Club es un equipo de fútbol de Sudán que milita en la Primera División de Sudán, la liga de fútbol más importante del país.

## Historia
Fue fundado en el año 1950 en la capital Jartum, siendo un equipo que nunca ha sido campeón de liga ni tampoco sabe lo que es ganar un torneo de copa de Sudán. Cuenta con una rivalidad de la ciudad con el Burri Khartoum y es el primer equipo representante del tercer distrito de Jartum.
A nivel internacional ha participado en 5 torneos continentales, donde su mejor participación ha sido en la Copa Confederación de la CAF 2011, donde alcanzó la Segunda Ronda.

## Participación en competiciones de la CAF
| Temporada | Torneo                       | Ronda      | Club             | Casa  | Visita | Global      |
| --------- | ---------------------------- | ---------- | ---------------- | ----- | ------ | ----------- |
| 2003      | Copa CAF                     | 1          | SC Kiyovu Sport  | 1-1   | 0-2    | 1-3         |
| 2010      | Copa Confederación de la CAF | Preliminar | Villa SC         | w.o.1 | w.o.1  | w.o.1       |
| 2010      | Copa Confederación de la CAF | 1          | Petrojet FC      | 1-2   | 0-3    | 1-5         |
| 2011      | Copa Confederación de la CAF | 1          | Al-Nasr Benghazi | w.o.2 | w.o.2  | w.o.2       |
| 2011      | Copa Confederación de la CAF | 2          | MAS Fez          | 2-0   | 1-5    | 3-5         |
| 2013      | Copa Confederación de la CAF | Preliminar | Al-Nasr Benghazi | 0-0   | 0-1    | 0-1         |
| 2015      | Copa Confederación de la CAF | Preliminar | Power Dynamos FC | 1-0   | 0-2    | 1-2         |
| 2016      | Copa Confederación de la CAF | Preliminar | Villa SC         | 0-1   | 0-1    | 0-2         |
| 2019/20   | Copa Confederación de la CAF | Preliminar | Arta/Solar7      | 3-0   | 1-1    | 4-1         |
| 2019/20   | Copa Confederación de la CAF | 1          | DC Motema Pembe  | 1-2   | 2-1    | 3-3 (1-3 p) |

1- Villa SC abandonó el torneo.

2- Al-Nasr Benghazi abandonó el torneo.